# Ясенець-Солецький
Ясенець-Солецький (пол. Jasieniec Solecki) — село в Польщі, у гміні Зволень Зволенського повіту Мазовецького воєводства.
Населення — 529 осіб (2011).

## Демографія
Демографічна структура станом на 31 березня 2011 року:
|          | Загалом | Допрацездатний вік | Працездатний вік | Постпрацездатний вік |
| -------- | ------- | ------------------ | ---------------- | -------------------- |
| Чоловіки | 273     | 53                 | 183              | 37                   |
| Жінки    | 256     | 52                 | 138              | 66                   |
| Разом    | 529     | 105                | 321              | 103                  |